# 1999-es Superbike-világbajnokság
Az 1999-es Superbike-világbajnokság volt a tizenkettedik szezon a sportág történetében. A március 28-án kezdődő és október 10-én végződő bajnokságot a brit Carl Fogarty nyerte.

## Versenynaptár
|    | Dátum          | Helyszín                | Versenypálya   | 1. verseny győztese | 2. verseny győztese | Beszámoló |
| -- | -------------- | ----------------------- | -------------- | ------------------- | ------------------- | --------- |
| 1  | Március 28.    | Dél-afrikai Köztársaság | Kyalami        | Carl Fogarty        | Carl Fogarty        | Riport    |
| 2  | Április 18.    | Ausztrália              | Phillip Island | Troy Corser         | Troy Corser         | Riport    |
| 3  | Május 2.       | Egyesült Királyság      | Donington Park | Carl Fogarty        | Colin Edwards       | Riport    |
| 4  | Május 16.      | Spanyolország           | Albacete       | Noriyuki Haga       | Colin Edwards       | Riport    |
| 5  | Május 30.      | Olaszország             | Monza          | Carl Fogarty        | Carl Fogarty        | Riport    |
| 6  | Június 13.     | Németország             | Nürburgring    | Carl Fogarty        | Troy Corser         | Riport    |
| 7  | Június 27.     | San Marino              | Misano         | Carl Fogarty        | Carl Fogarty        | Riport    |
| 8  | Július 11.     | USA                     | Laguna Seca    | Anthony Gobert      | Ben Bostrom         | Riport    |
| 9  | Augusztus 1.   | Európa                  | Brands Hatch   | Colin Edwards       | Colin Edwards       | Riport    |
| 10 | Augusztus 29.  | Ausztria                | Zeltweg        | Colin Edwards       | Pierfrancesco Chili | Riport    |
| 11 | Szeptember 5.  | Hollandia               | Assen          | Carl Fogarty        | Carl Fogarty        | Riport    |
| 12 | Szeptember 12. | Németország             | Hockenheim     | Carl Fogarty        | Pierfrancesco Chili | Riport    |
| 13 | Október 10.    | Japán                   | Sugo           | Akira Ryo           | Akira Yanagawa      | Riport    |

## Végeredmény

### Versenyző
| 1  | Carl Fogarty         | Ducati   | Ducati Performance       | 489 |
| 2  | Colin Edwards        | Honda    | Castrol Honda            | 361 |
| 3  | Troy Corser          | Ducati   | Ducati Performance       | 361 |
| 4  | Aaron Slight         | Honda    | Castrol Honda            | 323 |
| 5  | Akira Yanagawa       | Kawasaki | Kawasaki Racing Team     | 308 |
| 6  | Pierfrancesco Chili  | Suzuki   | Suzuki Alstare F.S.      | 251 |
| 7  | Noriyuki Haga        | Yamaha   | Yamaha WSBK Team         | 196 |
| 8  | Gregorio Lavilla     | Kawasaki | Kawasaki Racing Team     | 156 |
| 9  | Katsuaki Fujiwara    | Suzuki   | Suzuki Alstare F.S.      | 119 |
| 10 | Vittoriano Guareschi | Yamaha   | Yamaha WSBK Team         | 99  |
| 11 | Andreas Meklau       | Ducati   | Ducati Deutschland Remus | 94  |
| 12 | Peter Goddard        | Aprilia  | Aprilia Racing De Cecco  | 84  |
| 13 | Robert Ulm           | Kawasaki | Kawasaki Bertocchi Gerin | 59  |
| 14 | Igor Jerman          | Kawasaki | Kawasaki Bertocchi       | 56  |
| 15 | Akira Ryo            | Suzuki   | Suzuki                   | 45  |
|    | Ben Bostrom          | Ducati   | Vance & Hines Ducati     | 45  |
| 17 | Doriano Romboni      | Ducati   | R & D Racing Team        | 44  |
| 18 | John Reynolds        | Ducati   | Revè Red Bull Ducati     | 39  |
| 19 | Alessandro Gramigni  | Yamaha   | Team Valli Moto          | 37  |
| 20 | Lucio Pedercini      | Ducati   | Team Pedercini           | 35  |
| 21 | Chris Walker         | Kawasaki | Team Kawasaki            | 31  |
| 22 | Keiichi Kitagawa     | Suzuki   | Suzuki                   | 29  |
| 23 | Niall Mackenzie      | Yamaha   | Team Virgin Yamaha       | 27  |
| 24 | Anthony Gobert       | Ducati   | Vance & Hines Ducati     | 25  |
| 25 | Mauro Lucchiari      | Yamaha   | Gattolone Racing Team    | 25  |
| 26 | Wataru Yoshikawa     | Yamaha   | Yamaha Racing Team       | 21  |
| 27 | Tamaki Serizawa      | Kawasaki | Kawasaki Racing Team     | 18  |
| 28 | Sean Emmett          | Ducati   | Revè Red Bull Ducati     | 17  |

| 29 | Brain Morrison        | Yamaha   | Alpha Technik Yamaha       | 16 |
|    | Frédéric Protat       | Ducati   | Ducati France FP Racing    | 16 |
|    | Lance Isaacs          | Ducati   | Ducati NCR                 | 16 |
| 32 | Eric Bostrom          | Honda    | American Honda Racing      | 15 |
|    | Steve Hislop          | Kawasaki | Team Kawasaki              | 15 |
|    | Craig Connell         | Ducati   | Ducati Dealer Team         | 15 |
| 35 | Giovanni Bussei       | Suzuki   | Alpha Technik Suzuki       | 13 |
|    | Michele Malatesta     | Ducati   | R & D Racing               | 13 |
| 37 | James Haydon          | Suzuki   | Clarion Suzuki             | 12 |
|    | Tamada Makoto         | Honda    | Kotake RSC                 | 12 |
| 39 | Roger Kellenberger    | Honda    | White Endurance            | 11 |
|    | James Hacking         | Yamaha   | Yamaha Motor Corporation   | 11 |
| 41 | Steve Martin          | Ducati   | Ducati Dealer Team         | 9  |
|    | Christer Lindholm     | Yamaha   | Yamaha Deutschland         | 9  |
|    | Jochen Schmid         | Kawasaki | Green Kawasaki Deutschland | 9  |
|    | Shawn Giles           | Suzuki   | Ansett Air Freight         | 9  |
| 45 | Takeshi Tsujimura     | Yamaha   | Yamaha Racing Team         | 7  |
| 46 | Jiri Mrkyvka          | Ducati   | JM SBK Team                | 6  |
| 47 | Shinichi Itoh         | Honda    | Lucky Strike Honda         | 5  |
|    | Shinya Takeishi       | Kawasaki | Kawasaki Racing Team       | 5  |
| 49 | Anton Rechberger      | Suzuki   | MSC Rottenegg              | 4  |
| 50 | Alessandro Antonello  | Aprilia  | Aprilia Racing             | 3  |
|    | Martin Craggill       | Suzuki   | Clarion Suzuki             | 3  |
|    | Carlos Macias Perdomo | Ducati   | Capill France Racing       | 3  |
| 53 | Vladimír Karban       | Suzuki   | Karban Racing Team         | 2  |
|    | Jonnie Ekerold        | Kawasaki | Green Kawasaki Deutschland | 2  |
| 55 | Hitoyasu Izutsu       | Kawasaki | Kawasaki Racing Team       | 1  |
|    | Yuichi Takeda         | Honda    | Lucky Strike Honda         | 1  |

### Gyártó
| 1 | Ducati   | 569 |
| 2 | Honda    | 452 |
| 3 | Kawasaki | 345 |
| 4 | Suzuki   | 319 |
| 5 | Yamaha   | 251 |
| 6 | Aprilia  | 84  |